# Anastasia Bucsis
Anastasia Winchester Bucsis (ur. 30 kwietnia 1989 w Calgary) – kanadyjska łyżwiarka szybka.
Bucsis uczestniczyła na zimowych igrzyskach olimpijskich w 2010 i 2014. Podczas igrzysk w 2010 brała udział w jednej konkurencji łyżwiarstwa szybkiego, biegu na 500 m, gdzie zajęła 34. miejsce. Na igrzyskach w 2014 ponownie wzięła udział w biegu na 500 m, gdzie zajęła 28. miejsce.

## Rekordy życiowe
| Dystans | Czas    | Data             | Miejsce        |
| ------- | ------- | ---------------- | -------------- |
| 500 m   | 37,91   | 27 stycznia 2013 | Salt Lake City |
| 1000 m  | 1.15,58 | 26 stycznia 2013 | Salt Lake City |
| 1500 m  | 2.00,94 | 20 marca 2016    | Calgary        |
| 3000 m  | 4.39,24 | 6 stycznia 2008  | Calgary        |
| Źródło: |         |                  |                |